# Hormetica scrobiculata
Hormetica scrobiculata är en kackerlacksart som beskrevs av Hermann Burmeister 1838. Hormetica scrobiculata ingår i släktet Hormetica och familjen jättekackerlackor. Inga underarter finns listade i Catalogue of Life.